# Jocky Wright
John „Jocky“ Wright (* 4. Februar 1873 in Hamilton; † 1946 in Southend-on-Sea) war ein schottischer Fußballspieler.

## Sportlicher Werdegang
Wright begann seine Erwachsenenlaufbahn bei Hamilton Academical und spielte kurzzeitig zwischendurch beim FC Motherwell, als dieser in die Scottish Football League aufgenommen wurde und in der Saison 1893/94 in der Division Two debütierte. 1894 schloss der Halbstürmer sich dem Erstdivisionär FC Clyde an.
1895 wechselte Wright in die Football League nach England, wo er für die Bolton Wanderers in der First Division auflief. Während der Spielzeit 1898/99 wechselte er innerhalb der Liga zu The Wednesday nach Sheffield. Am Ende der Spielzeit stiegen sowohl sein aktueller als auch sein vorheriger Klub in die Second Division ab. In der Zweitligasaison 1899/1900 rückte er nach dem Abschied Bill Hemmingfields in die Mittelstürmerposition und erzielte in der Folge 24 Saisontore. Als Zweitligatorschützenkönig führte er seinen Klub damit vor den Wanderers zur Zweitligameisterschaft und dem direkten Wiederaufstieg.
Im September 1902 kehrte Wright kurzzeitig zu Hamilton Academical zurück, ehe er sich wenige Wochen später erneut den Bolton Wanderers anschloss. Mit dem Klub belegte er in der Spielzeit 1902/03 einen Abstiegsplatz. 1904 zog er zu Plymouth Argyle weiter, wo er drei Jahre in der Southern Football League und Western Football League spielte. Nach einer Spielzeit beim FC Watford folgte er 1908 einem Angebot von Southend United, wo sein vormaliger Bolton-Wanderers-Mitspieler und Plymouth-Argyle-Trainer Bob Jack mittlerweile tätig war. 1910 beendete er beim Klub aus der Southern Football League seine Karriere.
Nach dem Karriereende blieb Wright für Southend United tätig und war unter anderem Trainer der Reservemannschaft. Er blieb in Southend-on-Sea sesshaft, wo er hauptberuflich für die Southend-on-Sea Corporation Transport tätig war. Zeitweise betreute er die Betriebsmannschaft.
Seine Söhne Billy Wright (1900−unbekannt) und John „Doug“ Wright (1917–1992) wurden ebenfalls Fußballprofis. Der jüngere der beiden, der seine Karriere bei Southend United begann, bestritt 1938 ein Länderspiel für die englische Nationalmannschaft.